# Piec pudlarski

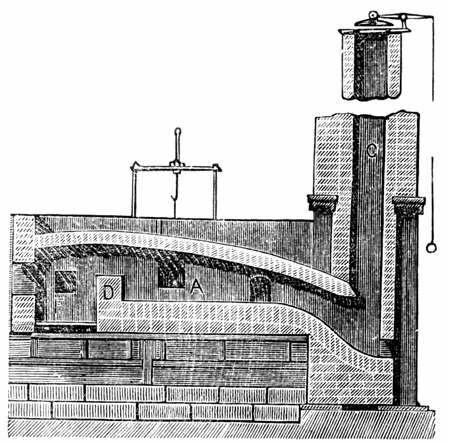
Schemat pieca pudlarskiego

Piec pudlarski – rodzaj płomiennego pieca hutniczego, stosowany w metalurgii żelaza do prowadzenia procesu pudlingowania surówki w celu otrzymania żelaza zgrzewnego.
Pod koniec XVIII w. angielski inżynier Henry Cort opracował nowy sposób świeżenia surówki żelaznej w taki sposób, by nie dopuszczać do bezpośredniego kontaktu między surówką a paliwem. W 1784 r. opatentował on specjalny piec, który składał się z komory na wsad (A), ogniska (B), komina, posiadającego możliwość regulacji ciągu, a co za tym idzie – natężenia przepływu spalin (C) oraz przegrody oddzielającej (tzw. przegrody ogniowej) (D). Do wnętrza rozgrzanego pieca wsypywano porcje żelaza lub żeliwa (w stanie stałym), a jako opał stosowano koks. Kształt i wymiary pieca w wyniku licznych prób zostały tak dopasowane, aby temperatura w komorze utrzymywała się w granicach 1400°C, a budowa pieca powodowała rozgrzewanie wsadu ciepłem, odbitym od stropu komory. W takich warunkach i w obecności nadmiaru tlenu (faktycznie – tlenku węgla, czyli czadu), następował proces topienia materiału i utleniania zbędnych domieszek. Odwęglanie (dekarbonizacja) surówki wspomagane było ciągłym mieszaniem, skąd pochodzi nazwa procesu (ang. to puddle – miesić, przewracać).
Pudlingarnie, w których działało nawet po kilka pieców pudlarskich, funkcjonowały przez cały XIX wiek. Zaczęły zanikać począwszy od lat 70. i 80. tego stulecia, po wynalezieniu przez Henry'ego Bessemera procesu konwertorowego i wprowadzeniu pieców martenowskich, a co za tym idzie – upowszechnieniu się wydajnych metod produkcji stali.